# Lusignan (Vienne)
Lusignan es una localidad y comuna de Francia, situada en el departamento de Vienne y en la región de Poitou-Charentes.
Sus habitantes se denominan en francés Mélusins (masculino) y Mélusines (femenino).

## Geografía
Lusignan es una ciudad de aproximadamente 3000 habitantes, situada a 25 km al sudoeste de Poitiers (Vienne) en la antigua Carretera Nacional 11, en dirección a La Rochelle (Charente Marítimo). La capital, París, a una distancia de algo menos de 400 km, es accesible por la autopista A10, al sur de Poitiers.
Río: El Vonne.

## Historia
En 1353, las fuerzas francesas retoman Saint-Jean-d'Angély y Lusignan.
Durante la quinta guerra de religión, el Duque de Montpensier consigue tomar la ciudad, sometiéndola al hambre el 5 de enero de 1575, a pesar la defensa del Vizconde de Rohan.

## Blasón
Armas de los Reyes de Chipre, procedentes de los Señores de Lusignan, convertidas por su uso secular en las de la ciudad.

## Administración
Alcaldes recientes: Lionel Huget, René Gibault (marzo de 1995-2008).
Está ubicada en las comunas de Lusignan y de Rouillé, la mayor instalación del INRA por superficie explotada, unas 240ha, así como un Liceo agrícola, llamado de Venours.

## Demografía
| 2283 | 2564 | 2777 | 2855 | 2749 | 2677 |
| Para los censos de 1962 a 1999 la población legal corresponde a la población sin duplicidades (Fuente: INSEE [Consultar]) |      |      |      |      |      |

## Lugares de interés y monumentos

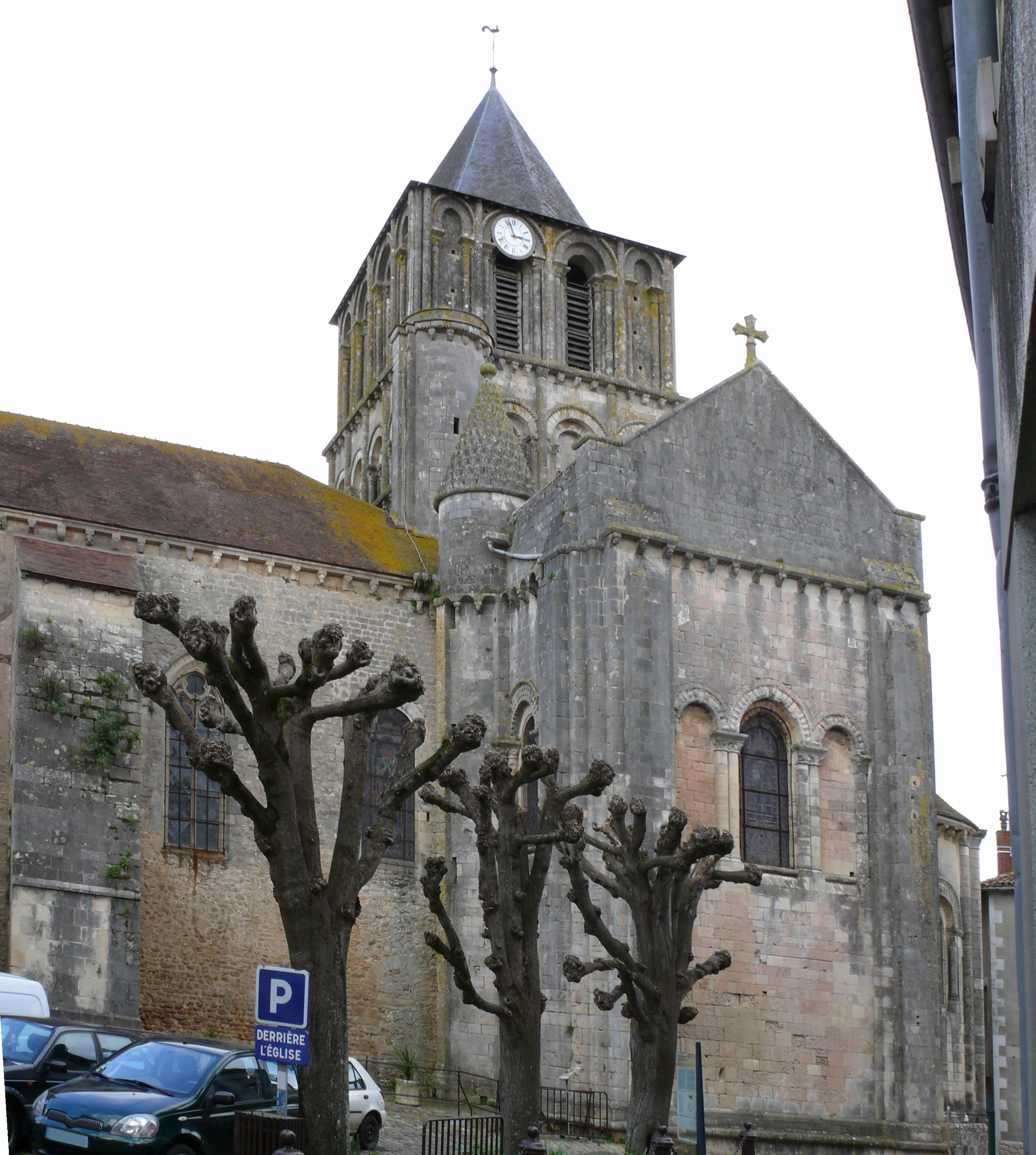
La iglesia.

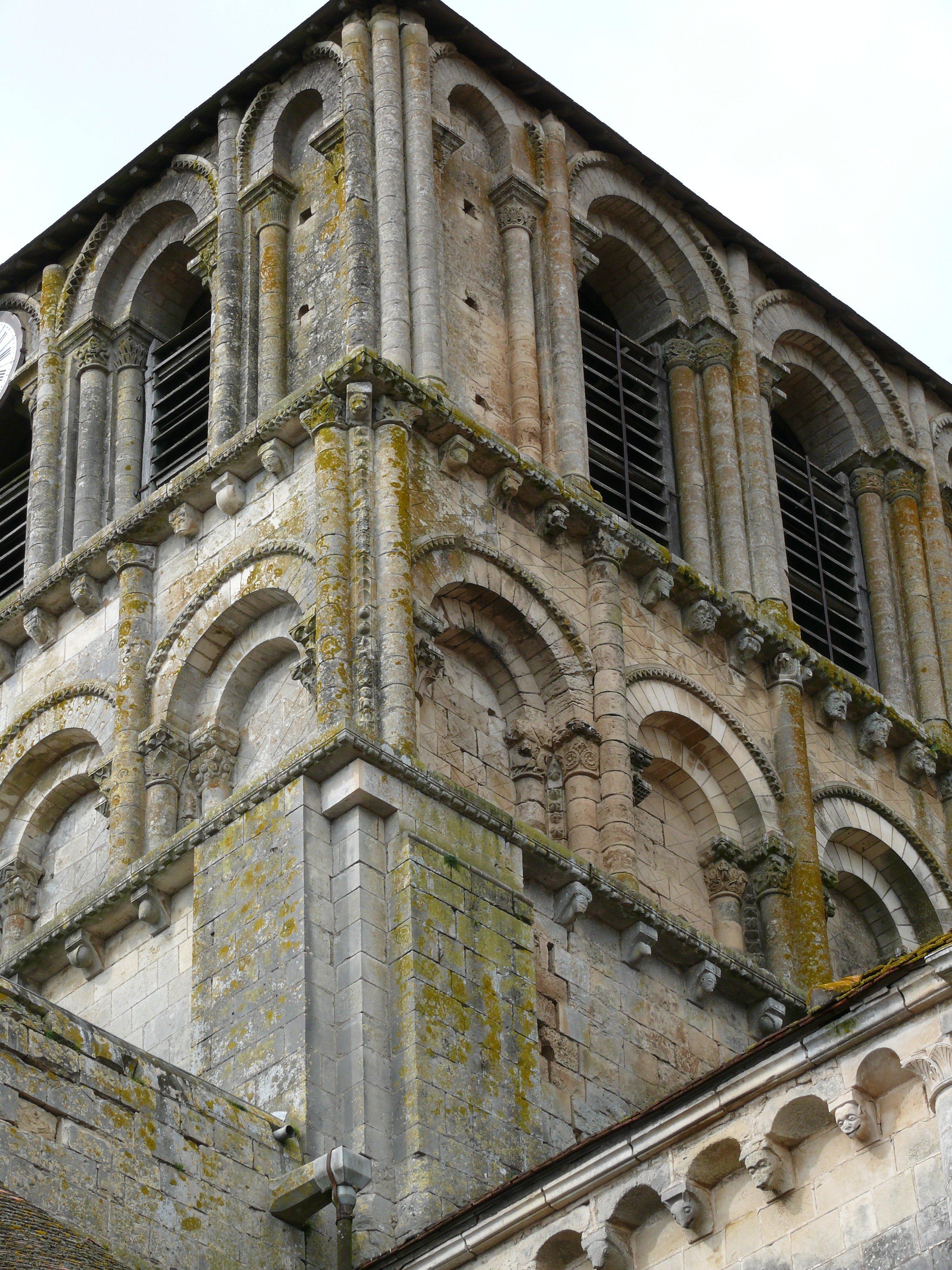
La iglesia (detalle).

- Castillo de Lusignan - Mayor castillo de Francia - La leyenda dice que fue construido por el hada Melusina para su marido Raymondin. Fue sede de los Condes de Lusignan, los miembros de cuya familia fueron Reyes de Chipre y de Jerusalén: Amaury II de Lusignan, rey de Jerusalén (o 1145, † 1 de enero de 1205)

El castillo aparece en las Muy ricas horas (mes de marzo) de duque de Berry.

## Personalidades vinculadas a la comuna
- Véase Casa de Lusignan
- Señor más conocido: Guy de Lusignan. Condestable de Chipre (? - † 1302)
- Jacques Babinet, físico, inventor del compensador, nacido en Lusignan
- André Léo, (1824-1900), su verdadero nombre es Léodile Béra, mujer de letras, feminista y republicana miembro de la Asociación Internacional de Trabajadores.

## Especialidades culinarias
- El Macaron.
- El Raymondin.

Especialidades de los alrededores:
- El Tourteau fromager.
- El Broyé poitevin.